# Beissat
Beissat är en kommun i departementet Creuse i regionen Nouvelle-Aquitaine i de centrala delarna av Frankrike. Kommunen ligger i kantonen La Courtine som tillhör arrondissementet Aubusson. År 2022 hade Beissat 30 invånare.

## Befolkningsutveckling
Antalet invånare i kommunen Beissat
Referens:INSEE